# ادی راینالتر
ادی راینالتر (انگلیسی: Edy Reinalter; ۲۴ دسامبر ۱۹۲۰ – ۱۹ نوامبر ۱۹۶۲) اسکی‌باز آلپاین اهل سوئیس بود. وی قهرمان المپیک ۱۹۴۸ در اسلالوم بود. او اولین ورزشکار سوئیسی است که در بازی‌های المپیک که در سوئیس برگزار شد، مدال طلا گرفت.